# Lycte brun
Lyctus brunneus
Espèce
Le lycte brun (Lyctus brunneus) est une espèce de coléoptères à larve xylophage de la famille des bostrichidés.

## Description
Le lycte brun est considéré aujourd'hui comme l'un des plus dangereux insectes xylophages en raison des dégâts qu'il commet dans le bois ouvré. Il attaque les essences feuillues à larges vaisseaux, car les femelles sont capables d'y pondre leurs œufs. Il est aussi présent dans les entrepôts, les musées et les habitations.

## Aspect
- L'adulte mesure 2 à 7 mm de longueur.
- Brun foncé à brun roussâtre.

## Cycle de vie
- Les adultes apparaissent généralement pendant les mois d'été, mais on peut les trouver dans les locaux chauffés tout au long de l'année.
- Les larves de lyctus rongent le bois de l’intérieur pour ne laisser qu'une fine surface de bois sur le dessus.

## Comportement
- Les adultes émergent en creusant un trou d'épingle de 1 à 2 mm, souvent appelé « criblure ».
- L'ensemble du cycle de vie dure environ un an.
- Ce sont les principaux parasites des scieries.
- Si on leur en laisse le temps, le bois peut être réduit à un tas de poudre fine qui s'effrite au toucher.

La présence du genre Lyctus dans l'aubier est corrélée avec la présence d'amidon dans les cellules de parenchyme. L'abattage printanier des arbres — au moment où l'amidon est le plus bas, car mobilisé et utilisé pour passer l'hiver — plutôt qu'en automne, permet de diminuer les risques d'attaque. Un séchage à sec des grumes a montré aussi que les cellules vivantes consommaient jusqu'à épuisement les réserves d'amidon. L'immersion des grumes en stockage humide a aussi pour conséquence que les cellules sont lavées de leur amidon,.

## Prédateurs naturels
Denops albofasciatus est son prédateur naturel en Europe.